# Wohnsiedlung Rautistrasse
Die Wohnsiedlung Rautistrasse ist eine kommunale Wohnsiedlung der Stadt Zürich in Altstetten, die in den 2010er-Jahren erstellt wurde. Sie ersetzte eine ältere kommunale Siedlung an derselben Stelle.

## Lage
Die Siedlung steht am Fusse des Uetlibergs an der Rautistrasse. Sie ist mit dem öffentlichen Verkehr über die Bushaltestelle «Schulhaus Buchlern» erschlossen.

## Geschichte
Die Siedlung aus den 2010er-Jahren ist ein Ersatzneubau für eine kommunale Siedlung von Aeschlimann und Baumgartner aus dem Jahre 1949. Sie bestand aus fünf Reihenhauszeilen in Holzbauweise mit insgesamt 44 Wohnungen, wobei eine typische 4 ½-Zimmer-Wohnung 72 m² mass. Die Wohnungen genügten nicht mehr den Komfort-Erwartungen der 2000er-Jahre und waren energetisch ungenügend. Es wurde deshalb ein Ersatzneubau der Siedlung beschlossen.
Der Wettbewerb wurde 2005 ausgeschrieben. Im Dezember 2006 beschloss der Gemeinderat das Siegerprojekt von Unend Architekten ausführen zu lassen. Gegen die Baubewilligung legte die Nachbarschaft Rekurs ein, was den Beginn der Bauarbeiten um sechs Jahre verzögerte. Erst nachdem die Rekurse mit zwei Bundesgerichtsentscheiden abgewiesen worden waren, wurde die Baubewilligung rechtskräftig. Der Rückbau der alten Siedlung begann im Juli 2012. Die neue konnte ab September 2014 bezogen werden.

## Architektur
Die Bebauung besteht aus sieben locker über das Gelände gestellte unkonventionellen siebengeschossigen Mehrfamilienhäuser mit Flachdach. Der alte Baumbestand der Vorgängersiedlung konnte grösstenteils erhalten werden. In der Siedlung sind 104 Wohnungen mit 3½- bis 5½-Zimmer untergebracht, wobei eine typische 4 ½-Zimmer-Wohnung 101 m² misst. Auf jeder Etage sind zwei Wohnungen untergebracht, sodass die Wohnung auf drei Seiten Fenster haben.